# Belkheir
Belkheir (în arabă بلخير) este o comună din provincia Guelma, Algeria.
Populația comunei este de 17.649 de locuitori (2008).